# Robert Herman
Robert Herman (The Bronx (New York), 29 augustus 1914 - Austin (Texas), 13 februari 1997) was een Amerikaans natuurkundige.
Herman behaalde in 1940 zijn doctoraat aan de Princeton-universiteit met een thesis over moleculaire spectroscopie. Samen met Ralph Alpher deed Herman kosmologisch onderzoek en zij stelden dat er kosmische achtergrondstraling, die een overblijfsel van de oerknal, met een temperatuur van ongeveer 5 K moest bestaan. In 1965 werd deze straling ook ontdekt, door Arno Penzias en Robert Woodrow Wilson, die hiervoor de Nobelprijs kregen.
- Bibliothèque nationale de France: cb15007891w (data)
- CiNii: DA00041416
- Gemeinsame Normdatei: 12470493X
- International Standard Name Identifier: 0000 0001 0867 6417
- Library of Congress Control Number: n83826303
- Nationale Bibliotheek van Tsjechië: jn20040622005
- Nationale Bibliotheek van Israël: 987007445192905171
- Nederlandse Thesaurus van Auteursnamen: 074477315
- Istituto Centrale per il Catalogo Unico: RMSV011040
- SNAC: w6v98b36
- Système universitaire de documentation: 14845366X
- Virtual International Authority File: 7662846
- WorldCat: E39PBJyxptcKKFYHJk7Md79FKd